# Volvo ÖV4
Volvo ÖV4 — перший автомобіль, випущений компанією Volvo в 1927 році. Індекс ÖV4 розшифровується як «Öppen Vagn 4 cylindrar», тобто «відкритий автомобіль з чотирма циліндрами». Перші десять передсерійних примірників були випущені 25 липня, в день Святого Якоба, у зв'язку з чим ÖV4 ще називають «Jakob». Всього було вироблено 996 машин. У 1928 році з'явився варіант з критим кузовом, що отримав індекс PV4.

## Історія

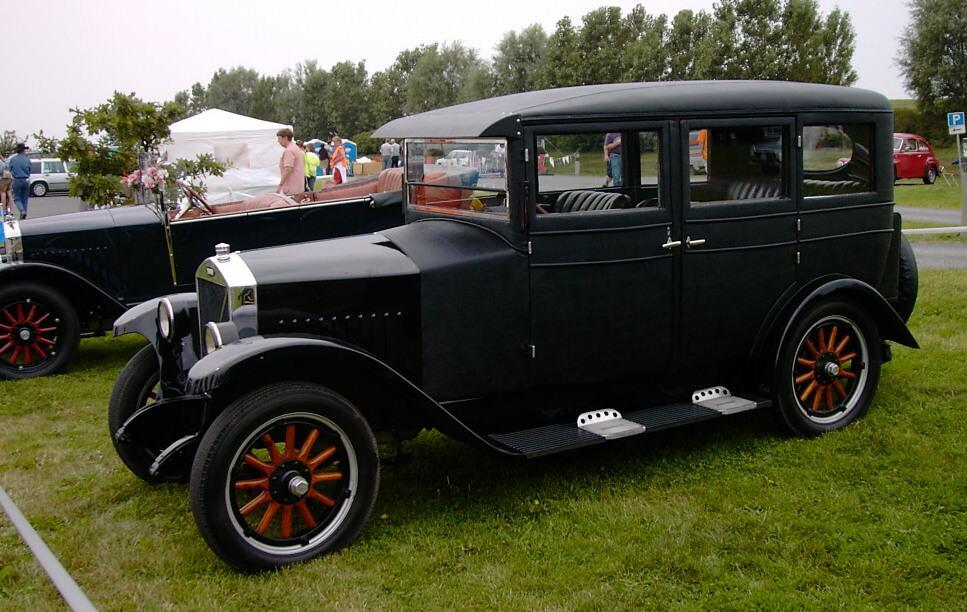
Седан PV4

Дизайн першого автомобіля Volvo, включаючи «перекреслену» решітку радіатора, а також логотип у вигляді стилізованого символу заліза, створив шведський художник, скульптор і промисловий дизайнер Хелмер МасОлле. Конструктором став Ян Густав Сміт, який довгий час працював у США і повернувся до Швеції 1924 року. Розробкою двигуна завідував співзасновник компанії Густав Ларсон, інженер сталепрокатної компанії AB Galco. Перші десять передсерійних примірників були зібрані в приміщенні AB Galco, один з них зберігся у музеї Volvo в Гетеборзі.
13 квітня 1927 року перший серійний ÖV4 повинен був з'їхати з конвеєра. Ерік Карлсберг, провідний інженер Volvo, сів за кермо і включив першу передачу. Несподівано автомобіль поїхав назад — як незабаром з'ясувалося, коробка передач була зібрана неправильно. Для усунення неполадки знадобився додатковий день, тому вважається, що ÖV4 випускається з 14 квітня 1927 року. Цей день вважається офіційним днем народження компанії, хоча юридично вона була зареєстрована роком раніше.

## Технічні характеристики
- Двигун: 4-циліндровий з боковим вприскуванням, 1940 см³
  - Потужність: 28 к.с. при 2000 об/хв
  - Крутний момент: 100 Н·м
- Максимальна швидкість: 90 км/г (рекомендована — 60 км/г)
- Кількість деталей: 694 (PV4)[4]